# Bona Dea

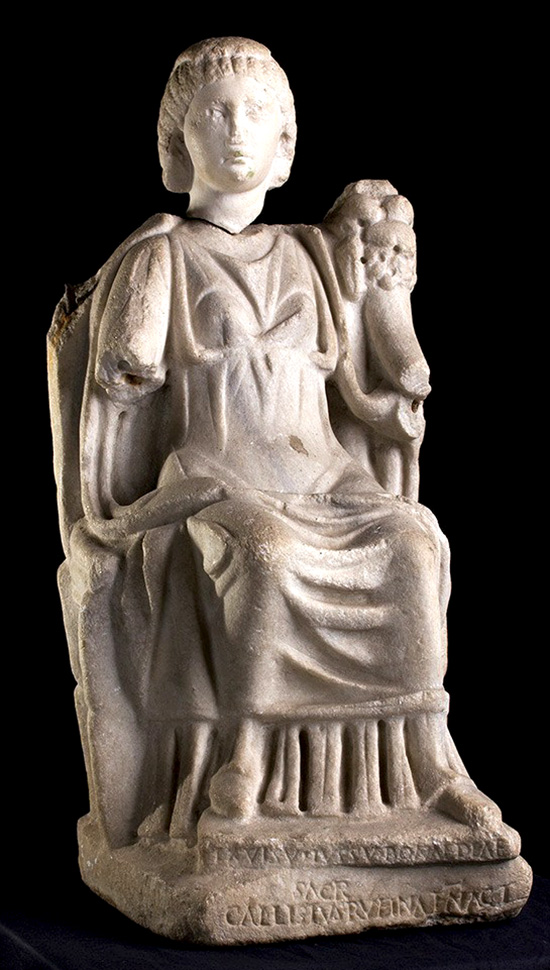
Bona-Dea-Marmorstatue mit Inschrift: Ex visu iussu Bonae Deae sacr(um) Callistus Rufinae N(ostrae) Act(or), deutsch: Auf Befehl der guten Göttin …

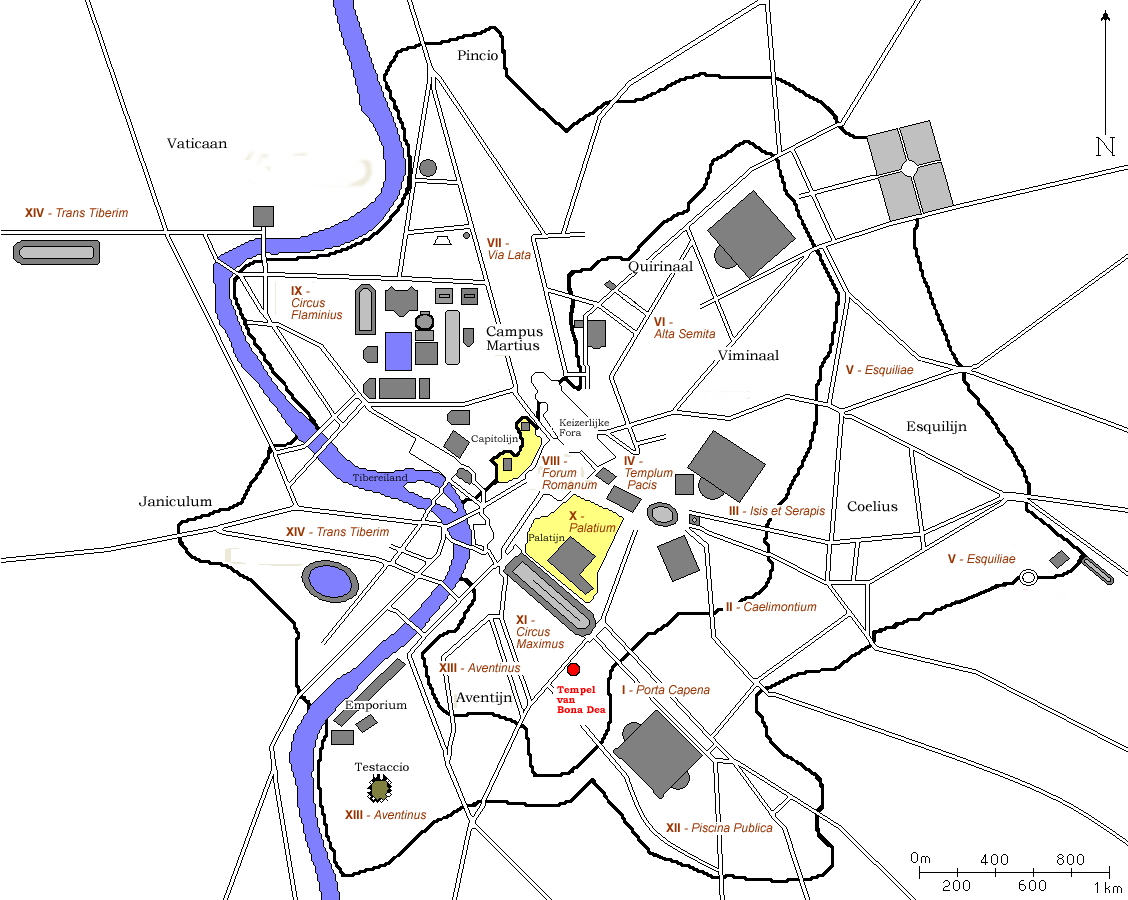
Karte des antiken Rom. Der Tempel der Bona Dea ist hervorgehoben.

Bona Dea (lateinisch für „die gute Göttin“) war in der römischen Religion die Göttin der Fruchtbarkeit, Heilung, Jungfräulichkeit und der Frauen. Ihr wahrer Name wurde von den Priesterinnen geheim gehalten. Sie war die Tochter von Faunus und wurde manchmal auch Fauna genannt. Sie hatte in Rom einen Tempel auf dem Aventin. Ihr Kult bestand in Rom wahrscheinlich seit dem 3. Jahrhundert v. Chr.

## Verehrung
Jährlich am 4. Dezember wurden im Haus eines römischen Magistrats cum imperio geheime Riten zu ihren Ehren abgehalten. Männern war die Teilnahme verboten, selbst Abbildungen von Männern oder männliche Tiere waren hiervon betroffen. Geschmückt war der Festraum mit Weinlaub, die Verwendung von Myrte war hingegen untersagt. Wein, Musik und Tanz müssen als Bestandteil der Feierlichkeiten angesehen werden. Ihr öffentliches Fest fand am 1. Mai statt. Auch hier waren Männer nicht zugelassen. Kranke ließen sich gerne in den Garten bei ihrem Tempel bringen, wo medizinische Kräuter von Priesterinnen gezogen wurden.
Der Ursprung des wohl im 3. Jahrhundert v. Chr. eingeführten Kultes ist unklar. Vermutlich liegt die Durchmischung zweier unterschiedlicher Kulte, eines griechischen und eines altitalischen, vor. Der Kult war vor allem in Mittelitalien verbreitet, wobei sie auch als nur lokale Schutzgöttin auftreten konnte. Andere Namen der Gottheit waren Fauna, Fatua, Fenta Fauna und Fenta Fatua.
Die um Bona Dea bestehenden Legenden sind erst nachträglich aus den Kultfeierlichkeiten abgeleitet worden. In einer Version ist sie die überaus keusche Gemahlin des Faunus, der sie mit Myrtenruten totschlägt, nachdem sie sich heimlich berauscht hatte. Aus Reue erhob er sie in der Folge zur Göttin. Einer anderen Version zufolge ist sie Tochter des Faunus, der ihr immer wieder nachstellt, sich ihr aber erst, nachdem er sich in eine Schlange verwandelte, erfolgreich nähern kann. In einem anderen Legendenbereich wird berichtet, dass man während einer Festlichkeit zu Ehren Bona Deas dem vorbeiziehenden Hercules verweigerte, einen Trank zu nehmen. Daraufhin habe Hercules Frauen von den Feiern und Opfern an der Ara Maxima ausgeschlossen.
Sie wird in Verbindung gebracht mit Füllhorn, Schlangen und Münzen, auf denen ihre Abbildung häufig zu finden ist. In der Kaiserzeit blieb ihr Kult bedeutend, wobei sie allerdings mit der Zeit zunehmend mit anderen Mutter- und Fruchtbarkeitsgottheiten verschmolzen wurde (siehe Synkretismus). In der Spätantike war die Bona Dea Ziel heftiger christlicher Polemik; möglicherweise ging es um eine Abgrenzung vom damals aufkommenden Marienkult.

## Mysterien des Jahres 63 v. Chr.
Plutarch überliefert in seiner Cicero-Biographie ein Ereignis bei den Mysterien der guten Göttin: Im Jahr 63 v. Chr. fanden sie in Ciceros Haus statt. Er selbst hatte es dem Brauch entsprechend verlassen und hielt sich bei Freunden auf, unschlüssig, wie er mit den Teilnehmern der Verschwörung des Catilina umgehen solle. Als man das Feuer auf dem Opferaltar schon erloschen glaubte, brach eine helle Flamme aus der restlichen Glut hervor und die Frauen ängstigten sich. Die anwesenden Vestalinnen aber baten Ciceros Frau Terentia, sich sofort an ihren Mann zu wenden und ihn aufzufordern, seine Pläne zur Rettung des Staates durchzuführen. Die Göttin habe ihm ein helles Licht zu Sicherheit und Ruhm aufscheinen lassen. Der Rat seiner Frau, sowie der seines Bruders Quintus und seines philosophischen Gefährten Publius Nigidius Figulus hätten schließlich den Ausschlag für Ciceros Handeln in der Senatssitzung des 5. Dezember 63 v. Chr. gegeben.

## Der Bona-Dea-Skandal des Jahres 62 v. Chr.

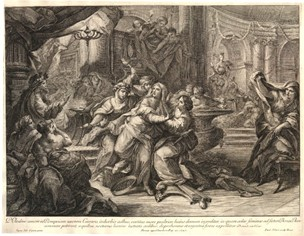
Bona-Dea-Skandal, Publius Clodius in Gaius Iulius Caesars Haus

Während der Feier für Bona Dea im Dezember 62 v. Chr. drang Publius Clodius Pulcher als Frau verkleidet in Caesars Haus ein. Caesar war damals Pontifex Maximus und in seinem Haus wurde die Feier abgehalten. Angeblich wollte sich Clodius dort mit einer Geliebten treffen, wurde aber von der Zofe der Mutter des Hausherrn, Aurelia – wegen der behaarten Unterarme – entlarvt. Der anschließende Skandal führte zur Scheidung Caesars von seiner zweiten Frau Pompeia, gleichwohl es nicht zum Ehebruch kam. Laut Plutarch soll Caesar bei der Scheidung gesagt haben: „Auf die Frau des Pontifex Maximus darf auch nicht nur der Schatten eines Verdachts fallen“. Im anschließenden Prozess, der von Cato angestrengt wurde, entkam Clodius der Verurteilung durch Bestechung. Die Aussage Ciceros gegen Clodius führte zur lebenslangen Feindschaft der beiden Männer.

## Literarische Nachwirkung
In Anspielung auf die römische Gottheit benannte Robert Musil in seinem Roman Der Mann ohne Eigenschaften eine Figur Bonadea.